# Annemarie Roelofs
Annemarie Roelofs (* 1955 in Amstelveen) ist eine niederländische Posaunistin und Geigerin. Sie war Professorin für Ensemble an der Hochschule für Musik und Darstellende Kunst Frankfurt am Main.

## Leben und Wirken
Roelofs studierte Posaune und Geige am Konservatorium in Amsterdam, wo sie auch mit Henry Cow und Guus Janssen spielte. Sie hat sich früh auf Theatermusik konzentriert (1979 Deutsches Theater Berlin, seit 1984 Kabarett mit Cornelia Niemann und z. T. auch mit Anne Bärenz, 1990–2005 Sofa-Trilogie für Klappmaul Theater). Daneben machte sie zahlreiche Erfahrungen im Jazz-, Freejazz-, Funk- und Salsabereich in Clubs in Holland und England. Gleichzeitig arbeitete sie in der Feminist Improvising Group und in Projekten mit Lindsay Cooper. Gemeinsam mit Heiner Goebbels, Alfred Harth, Christoph Anders, Paul Lovens und Rolf Riehm spielte sie 1980 die Musik für die LP Es herrscht Uhu im Land und war an den Filmmusiken zu Helke Sanders klassischen Filmen Die allseits reduzierte Persönlichkeit – Redupers und Der subjektive Faktor (1981) beteiligt, wonach sie einen zweiten Wohnsitz in Frankfurt/Main bezog. 
Neben Soloperformances hat Roelofs mehrere Bands organisiert: The Waste Watchers, mit Johannes Krämer und Dirk Marwedel, das Triple A Posaunentrio mit Annie Whitehead und Abbie Conant. Außerdem spielt sie im Duo mit der Pianistin Elvira Plenar und mit Karl Berger. Gelegentlich spielte sie auch im United Womens Orchestra und in Gruppen der niederländischen Geigerin Ig Henneman. 